# Vom klugen Schneiderlein

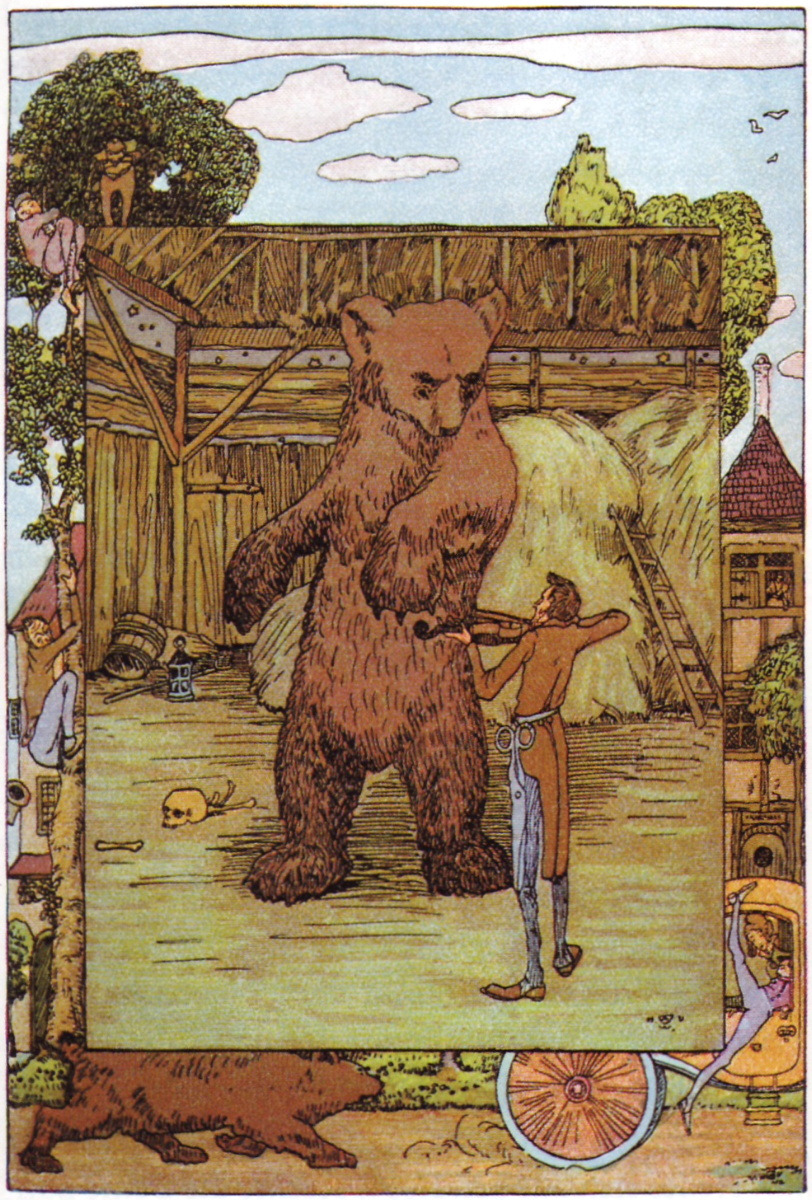
Illustration von Heinrich Vogeler

Vom klugen Schneiderlein ist ein Schwank (ATU 850, 1061, 1159). Er steht in den Kinder- und Hausmärchen der Brüder Grimm an Stelle 114 (KHM 114).

## Inhalt
Eine stolze Prinzessin gibt ihren Freiern Rätsel auf. Drei Schneider, von denen die zwei älteren sich für sehr klug, aber den dritten für dumm halten, sollen raten, welche Farbe die zwei Haare auf ihrem Kopf haben. Der erste rät Schwarz und Weiß, der zweite Braun und Rot, doch der dritte dann richtig Silber und Gold. Sie will ihn aber nicht und verlangt von ihm, noch eine Nacht bei einem Bären im Stall zuzubringen. Der Schneider bietet ihm Nüsse an und knackt sie mit den Zähnen, gibt ihm aber Steine, die der Bär nicht aufbringt. Dann geigt er ihm vor, dass er tanzen muss. Unter dem Vorwand, ihn zum Geigen zu unterrichten, spannt er seine Tatzen zum Klauenschneiden in einen Schraubstock und schläft dann in Ruhe. Nun muss die Prinzessin mit ihm zur Kirche fahren, doch die zwei neidischen Gefährten befreien den Bären, der hinterherkommt. Der Schneider streckt seine natürlich mageren Beine aus dem Kutschenfenster und ruft ihm zu, das sei der Schraubstock. Der Bär lässt ab. Der Schneider bekommt die Prinzessin.

## Stil

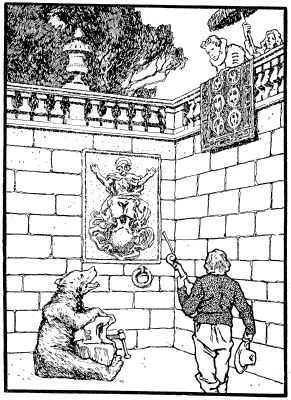
Illustration von Otto Ubbelohde, 1909

Die zwei älteren Schneider verspotten den Jüngsten, „bleib nur zu Haus“, wie in vielen von Grimms Brüdermärchen (KHM 62, 63, 64). Er, „ein kleiner unnützer Springinsfeld“ (vgl. KHM 107), erhält sprachlich starke Anleihen aus Das tapfere Schneiderlein, „gieng dahin als wäre die ganze Welt sein“, zum Bären: „Sachte, sachte“ und „Da siehst du was du für ein Kerl bist“, … „hast so ein großes Maul und kannst die kleine Nuß nicht aufbeißen.“ „Welsche Nüsse“ sind Walnüsse. Sein „Frisch gewagt ist halb gewonnen“ kannten die Brüder Grimm aus Des Knaben Wunderhorn (Churmainzer Kriegslied) und Hebels Schatzkästlein; „gesund wie ein Fisch im Wasser“ belegt ihr Deutsches Wörterbuch in Konrad von Würzburgs Trojanerkrieg 10808 und Engelhard 2407. Auch der Schlusssatz des Erzählers „Wers nicht glaubt, bezahlt einen Thaler“ passt zum gewandten Lügner, den der Schneider darstellt.
Zur Rätselprinzessin vgl. KHM 22 Das Rätsel, KHM 134 Die sechs Diener, KHM 191 Das Meerhäschen, Ludwig Bechsteins Die Perlenkönigin in Deutsches Märchenbuch, 1845, zum Schraubstock Hans ohne Furcht, Fürchten lernen in Johann Wilhelm Wolfs Deutsche Hausmärchen.

## Herkunft
Grimms Märchen enthalten den Schwank ab dem zweiten Teil der 1. Auflage von 1815 (dort Nr. 28) an Stelle 114. Ihre Anmerkung notiert „Aus der Schwalmgegend in Hessen“ (vielleicht von Ferdinand Siebert) und vergleicht KHM 20 Das tapfere Schneiderlein. Das Raten des Gold- und Silberhaares komme auch sonst vor. Sie nennen noch Pröhles Märchen für die Jugend Nr. 28 und aus der Bukowina „der Zigeuner und der Bär“ in Wolfs Zeitschrift für deutsche Mythologie 1, 360.

## Interpretation
Das Märchen verbindet zwei Motive, die zeigen, dass es für Mitteleuropa fremdartige Kulturmerkmale mitträgt. Diese sind (1) die Matrilokalität der Ehe, das heißt, Schwiegersöhne ziehen zu den Brauteltern (und nicht die Schwiegertöchter zu den Bräutigamseltern), und (2) – etwas verborgen – die Ultimogenitur, das heißt, die jüngsten Söhne erben und nicht die Erstgeborenen. Da diese Brauchtümer in Deutschland unüblich waren, mussten sie durch die Ausgestaltung der Persönlichkeiten plausibel gemacht werden. Das erste Merkmal wird mit der besonderen List des geringsten Freiers erklärt (es muss nicht immer ein verachtetes Wanderschneiderlein sein, vergleichbare Märchen benutzen einen Schweinehirten oder einen durch die Welt irrenden Prinzen – vgl. Dornröschen); dass auch nicht jeder Freier willkommen ist, wird oft mit der Grausamkeit der Prinzessin (Turandot-Motiv) oder sonst auch mit der Härte des Brautvaters begründet (vgl. Der Teufel mit den drei goldenen Haaren). Das zweite Merkmal muss den unbrüderlichen Neid besonders betonen.
Für Rudolf Meyer zeigen Sonnenglanz und Mondenschimmer, dass die Prinzessin nicht von dieser Welt ist, und nur der jüngste Schneider kann sich das vorstellen.